# Les Troyens
Les Troyens (I Troiani) è un'opera in cinque atti di Hector Berlioz su libretto dello stesso compositore, ispirato all'Eneide di Virgilio.

## Opera
Il fiasco del Benvenuto Cellini nel 1838 indusse Berlioz a ricercare altre forme di espressione musicale diverse dall'opera lirica. Occorrerà pertanto attendere circa vent'anni per la composizione di una nuova opera, incoraggiato dalla compagna di Franz Liszt, principessa Carolyne von Sayn-Wittgenstein, a cui poi Berlioz dedicò il suo nuovo lavoro.
Composta fra il 1856 ed il 1858, Les Troyens incontrò grandi difficoltà ad essere messa in scena. L'opera dovette essere scissa in due opere più brevi, La Prise de Troie, della durata di un'ora e mezza e Les Troyens à Carthage, di due ore e mezza. Berlioz riuscì a vedere soltanto la rappresentazione della seconda parte, rappresentata al Théâtre Lyrique di Parigi il 4 novembre 1863. La prima parte venne eseguita in forma di concerto nel 1879. 
L'opera integrale, pressoché completa, venne data per la prima volta al Großherzoglichen Hoftheater di Karlsruhe il 6 e 7 dicembre 1890 alla presenza di André Messager. Le ragioni della mancata rappresentazione dell'opera completa furono la lunghezza (quattro ore, durata raggiunta peraltro da alcune opere di Wagner) e la profusione di mezzi scenici richiesti per l'allestimento - fra cui il famoso cavallo - , oltre alle grandi masse orchestrali e corali. Al momento delle prove precedenti la prima, l'originalità delle partitura sconcertò gli interpreti a tal punto che il direttore del teatro, Carvalho, fu costretto a concedere più tempo per familiarizzare con essa. L'opera Les Troyens à Carthage non fu un insuccesso; anzi, fu giudicata in modo molto positivo da Clément e Larousse nel Dictionnaire des opéras del 1905, alla voce « Les Troyens » (la dicitura non è precisa, perché è considerata solo la seconda parte dell'opera, quella cartaginese).
La prima parigina venne data soltanto nel 1921, ma in una versione abbreviata. La prima vera esecuzione integrale, in una sola serata, venne data nel 1957 al Covent Garden a Londra. Essa fu seguita da una incisione discografica nel 1969 diretta da Colin Davis, edizione di riferimento ancora oggi (anche se la versione più completa di Charles Dutoit è del 1994, integrando il preludio di Troyens à Carthage all'inizio del terzo atto).

## Personaggi
Il ruolo della protagonista, negli atti I e II, è quello di Cassandra e negli atti III, IV e V, quello di Didone. Spesso i due ruoli vengono interpretati dalla stessa cantante. È stato il caso di Régine Crespin della quale rimane una registrazione di arie del 1965 sotto la direzione di Georges Prêtre. Il quinto atto è detto l'atto di Didone, realizzato in tre quadri, comprende il monologo Ah, ah, je vais mourir e l'aria Adieu, fière cité alla fine del secondo quadro. La morte di Didone e le sue invettive contro Roma sono fra le pagine più celebri dell'opera.
Il ruolo del protagonista è quello di Enea, il cui pezzo d'ingresso, (Du peuple et des soldats), è uno dei più spettacolari dell'opera: il tenore arriva correndo e narra la morte di Laocoonte cantando una frase dalla tessitura molto complessa e difficile. Il suo duetto con Didone del IV atto, (Nuit d'ivresse et d'extase infinie), è stato il pezzo più acclamato, sin dalla prima rappresentazione.
I personaggi di Ettore e Andromaca appaiono entrambi in maniera non tradizionale. Andromaca appare con il figlio Astianatte nel primo atto, in una pantomima durante il canto del coro. Ettore, invece, appare sotto forma di uno spettro nel primo quadro del II atto; egli invita Enea a partire da Troia ed a fondare Roma (Ah !… fuis, fils de Vénus).

## Cast della prima assoluta
| Ruolo     | Registro vocale     | Interpreti della prima rappresentazione assoluta 4 Novembre 1863 | Interpreti della prima rappresentazione integrale 6 e 7 Dicembre 1890 |
| --------- | ------------------- | ---------------------------------------------------------------- | --------------------------------------------------------------------- |
| Enea      | tenore              | Jules-Sébastien Monjauze                                         | Alfred Oberländer                                                     |
| Corebo    | baritono            |                                                                  | Marcel Cordes                                                         |
| Panteo    | basso               | Signor Péront                                                    | Carl Nebe                                                             |
| Narbal    | basso               | Jules-Émile Petit                                                | Fritz Plank                                                           |
| Iopas     | tenore              | Signor De Quercy                                                 | Hermann Rosenberg                                                     |
| Ascanio   | soprano en travesti | Signora Estagel                                                  | Auguste Elise Harlacher-Rupp                                          |
| Cassandra | mezzosoprano        |                                                                  | Luise Reuss-Belce                                                     |
| Didone    | mezzosoprano        | Anne-Arsène Charton-Demeur                                       | Pauline Mailhac                                                       |
| Anna      | contralto           | Marie Dubois                                                     | Christine Friedlein                                                   |
| Ila       | tenore              | Edmond Cabel                                                     | Wilhelm Guggenbühler                                                  |

## Trama

### La prise de Troie

#### Atto 1
Il popolo troiano finalmente esce dalle mura della città, per la prima volta dopo dieci anni di guerra, esultando per la scomparsa della flotta greca (Coro: Ha! Ha! Après dix ans) e si dirige ad osservare l'enorme cavallo di legno che i Greci hanno lasciato sulla piana ormai deserta. La sola Cassandra, la profetessa mai creduta, è inquietata da un sinistro presagio, ed è l'unica a sospettare che il cavallo di legno sia in realtà un tranello (Aria: Malheureux Roi!). Invano la donna cerca di convincere l'amato Corebo a lasciare la città: l'uomo decide di rimanere accanto alla donna che ama (Duetto: Reviens à toi).

Mentre sfila in processione la famiglia regale, Enea porta la notizia di un terribile prodigio: il sacerdote Laocoonte, nutrendo gli stessi dubbi di Cassandra, ha cercato di distruggere il cavallo di legno lanciandogli contro un giavellotto ed esortando il popolo a distruggere l'idolo, ma due serpenti giganteschi, sorti dal mare, l'avevano stritolato e divorato (Ottetto: Châtiment effroyable!). Priamo, per implorare il perdono di Pallade Atena, divinità a cui è dedicato il cavallo, ordina di portare il colosso nella città, le cui mura sono state già aperte per favorirne l'ingresso. L'atto si chiude con la sconvolta Cassandra che, in preda all'orrore, assiste alla gioiosa processione e all'ingresso del cavallo nella città (Marcia: Du roi des dieux).

#### Atto 2
Il sonno di Enea è turbato da presagi funesti: in sogno gli appare l'ombra di Ettore, che gli ordina di partire per l'Italia per rifondare una nuova Troia (Recitativo: Fuis, fils de Venus!). L'amico Panteo e Corebo esortano Enea e il figlio Ascanio ad unirsi alla resistenza, dato che il saccheggio è già iniziato. 
 La scena si sposta dentro il palazzo di Priamo, dove le donne stanno implorando la salvezza della città presso l'altare di Cibele. Cassandra, ascoltata troppo tardi, annuncia di voler morire, ora che Corebo è stato ucciso nella battaglia: la maggior parte delle donne prende la sua decisione, e le titubanti vengono cacciate in malo modo. All'ingresso dei soldati greci, Cassandra si uccide, seguita dalle sue compagne, e spira gridando "Salva i nostri figli, Enea! Italia, Italia!".

### Les Troyens à Carthage

#### Atto 3 (1)
Il popolo cartaginese inneggia alla loro regina Didone, che, in poco tempo, ha fondato un regno già prospero e solido. La regina è però ancora velata dalla malinconia, e la sorella Anna, scherzando, la esorta ad innamorarsi di nuovo e a prendere marito: ma Didone, il cui primo sposo Sicheo era stato ucciso dal fratello, ha giurato di non volere più amare (Duetto: Sa voix fait naître). 
 Il poeta di corte Iopa annuncia l'arrivo della flotta troiana e la suppliche degli esuli, che vengono accolti di buon grado da Didone: improvvisamente, Narbal, consigliere di corte, annuncia che Iarba, Re dei Numidi e pretendente disprezzato dalla regina, sta attaccando i campi cartaginesi. Enea si rivela allora alla regina, offrendosi di aiutarla a sconfiggere il nemico per ringraziarla dell'ospitalità. Didone accetta l'alleanza, ed Enea parte ad aiutare i cartaginesi con i suoi (Finale: C'est le Dieu Mars).

#### Atto 4 (2)
Narbal si lamenta con Anna delle distrazioni di Didone, da troppo tempo intenta, anziché alle cure del regno, a spettacoli, danze e banchetti: Anna rimprovera il serioso consigliere, rallegrandosi per la felicità che la sorella sta ritrovando accanto ad Enea (Duetto: De quels revers menaces-tu Carthage). 
La regina, innamorata di Enea, trova consolazione solo nei racconti di guerra dell'esule troiano (Quintetto: Voyez, Narbal, la main légère). I due amanti si concedono una nuova notte d'amore (Duetto: Nuit d'ivresse), funestata dall'improvvisa voce del dio Mercurio, che per tre volte grida "Italia!" indicando a Enea il mare.

#### Atto 5 (3)
Panteo raduna i troiani, esortandoli a prepararsi: Enea è continuamente turbato dalle ombre di Ettore, Priamo, Cassandra e Corebo che gli ingiungono di partire senza più indugi. La partenza viene funestata dall'arrivo di Didone, furente, che pretende spiegazioni: Enea, abbattuto, le ricorda l'ordine divino, ma la regina non sente ragioni e maledice lo spergiuro, che sale sulla nave (Duetto: Errante sur tes pas).
Didone, calmatasi, implora la sorella di correre alle navi per chiedere un ultimo colloquio con Enea, ma Iopa e il coro annunciano l'improvvisa partenza della flotta troiana. La regina, in preda al furore, dapprima esorta i cartaginesi a inseguire il traditore, ma poi, resasi conto del suo delirio, comunica a tutti la sua decisione di offrire alle divinita dell'Ade i pegni d'amore lasciati da Enea, per purgare l'anima da un amore così fatale. Rimasta sola, Didone progetta il suicidio e dà l'addio alla città (Aria: Adieu, fière cité).
I sacerdoti di Plutone sono pronti al rito; Anna e Narbal precedono l'arrivo della regina invocando una maledizione su Enea e i Troiani. Didone arriva, esaminando per l'ultima volta i regali di Enea, così cari, ma ora così funesti, e, impugnata la sua spada, si trafigge a morte. Il popolo è sconvolto e maledice la razza di Enea, ma la regina, in preda al delirio, vede il trionfo della nuova città fondata da Enea, e spira (Imprecazione: Haine éternelle à la race d'Énée!).

## Struttura musicale
La seguente ripartizione musicale è basata sulla traduzione in italiano del libretto

### Atto I
- N. 1 - Introduzione Ha! Ha! Dopo dieci anni (Coro, Soldato)
- N. 2 - Recitativo ed Aria di Cassandra I Greci sono scomparsi!... - Sventurato sovrano!
- N. 3 - Duetto fra Corebo e Cassandra Torna in te, vergine adorata!
- N. 4 - Marcia ed Inno Dei protettori della città eterna (Coro)
- N. 5 - Combattimento col cesto
- N. 6 - Pantomima Andromaca e suo figlio! (Coro)
- N. 7 - Narrazione di Enea O re! La folla del popolo
- N. 8 - Ottetto con doppio coro Castigo tremendo! (Enea, Sinone, Corebo, Priamo, Panteo, Ascanio, Ecuba, Coro, Cassandra)
- N. 9 - Recitativo e Coro La dea ci protegga - Fate corteggio a questo oggetto sacro (Enea, Priamo, Sinone, Corebo, Priamo, Panteo, Ascanio, Ecuba, Coro)
- N. 10 - Aria di Cassandra Oh ricordo crudele!
- N. 11 - Finale I: Marcia Troiana O amata figlia del re degli dei (Coro, Cassandra)

### Atto II
- N. 12 - Scena e Recitativo O luce di Troia!... - Ah!... Fuggi, figlio di Venere! (Enea, Spettro di Ettore)
- N. 13 - Recitativo e Coro Che speranza ci è ancora permessa, Panteo? - La salvezza dei vinti (Coro, Enea, Panteo, Ascanio)
- N. 14 - Coro delle Troiane Ah! Possente Cibele
- N. 15 - Recitativo e Coro Non tutti moriranno - Eroina d'amore (Cassandra, Coro)
- N. 16 - Finale II Complici della sua gloria (Coro, Cassandra, Capo)

### Atto III
- N. 17 - Coro I cieli di Cartagine
- N. 18 - Canto nazionale Gloria a Didone
- N. 19 - Recitativo ed Aria di Dione Abbiamo visto passare sette anni appena - Già da lontane sponde (Didone, Coro)
- N. 20 - Entrata dei costruttori
- N. 21 - Entrata dei marinai
- N. 22 - Entrata dei contadini
- N. 23 - Recitativo e Coro Popolo! tutti gli onori - Gloria a Didone (Coro, Anna, Narbal)
- N. 24 - Recitativo e Duetto fra Didone ed Anna I gioiosi canti - La sua voce fa nascere nel mio seno
- N. 25 - Recitativo ed Aria di Didone Sfuggiti a gran fatica - Errando sui mari
- N. 26 - Marcia Troiana
- N. 27 - Finale III Quasi non oso annunciare (Narbal, Didone, Coro, Enea, Panteo, Iopa, Ascanio, Anna)

### Atto IV
- N. 28 - Caccia reale e tempesta (Pantomima)
- N. 29 - Duetto fra Narbal ed Anna Di quali disgrazie minacci Cartagine
- N. 30 - Marcia per l'entrata della regina
- N. 31 - Balletti Amaluéè (Coro)
- N. 32 - Scena e Canto di Iopa Basta, sorella mia - O bionda Cerere
- N. 33 - Recitativo e Quintetto Perdona, Iopa, perfino la tua voce - Andromaca sposare (Didone, Enea, Anna, Iopa, Narbal)
- N. 34 - Recitativo e Settimino Ma cacciamo questi tristi ricordi - Tutto è pace e incanto intorno a noi! (Enea, Didone, Anna, Iopa, Narbal, Ascanio, Panteo, Coro)
- N. 35 - Duetto fra Enea e Didone Notte d'ebrezza

### Atto V
- N. 36 - Canzone di Ila Vallata sonora (Ila, Soldati)
- N. 37 - Recitativo e Coro Preparate tutto - Ogni giorno vede accrescersi (Panteo, Coro, Ombre)
- N. 38 - Duetto fra i due soldati Per Bacco!
- N. 39 - Recitativo a tempo ed Aria di Enea Inutili rimpianti!... - Ah! Quando verrà
- N. 40 - Scena delle Ombre Enea!... (Ombre, Enea, Spettro di Priamo, Spettro di Corebo, Spettro di Ettore, Spettro di Cassandra)
- N. 41 - Scena e Coro In piedi, Troiani, destatevi, all'erta! - Cogliamo l'occasione propizia (Enea, Coro)
- N. 42 - Duetto fra Didone ed Enea Errando sui tuoi passi
- N. 43a - Monologo di Didone Morirò... sommersa nel mio dolore immenso
- N. 43b - Aria di Didone Addio, fiera città
- N. 44 - Cerimonia Funebre Dei dell'oblio (Coro, Anna, Narbal)
- N. 45 - Coro Ah! Soccorso! (Anna, Narbal, Coro, Didone)
- N. 46 - Imprecazione Odio eterno alla razza di Enea! (Coro)

## Discografia parziale
| Anno | Cast (Énée, Cassandre, Didone, Chorèbe, Anna)                                       | Direttore      | Etichetta |
| ---- | ----------------------------------------------------------------------------------- | -------------- | --------- |
| 1960 | Mario Del Monaco, Nell Rankin, Giulietta Simionato, Lino Puglisi, Adriana Lazzarini | Rafael Kubelík | Myto      |
| 1969 | Jon Vickers, Berit Lindholm, Josephine Veasey, Peter Glossop, Heather Begg          | Colin Davis    | Philips   |
|      | Nicolai Gedda, Marilyn Horne, Shirley Verrett, Robert Massard, Giovanna Fioroni     | Georges Prêtre | Arkadia   |
| 1993 | Gary Lakes, Deborah Voigt, Françoise Pollet, Gino Quilico, Hélène Perraguin         | Charles Dutoit | Decca     |
| 2000 | Ben Heppner, Petra Lang, Michelle de Young, Peter Mattei, Sara Mingardo             | Colin Davis    | LSO       |
| 2017 | Joyce DiDonato, Michael Spyres, Marie-Nicole Lemieux, Stéphane Degout               | John Nelson    | Erato     |

## Registrazioni video
| Anno | Cast (Énée, Cassandre, Didone, Chorèbe, Anna)                                                  | Direttore           | Etichetta           |
| ---- | ---------------------------------------------------------------------------------------------- | ------------------- | ------------------- |
| 1983 | Plácido Domingo, Jessye Norman, Tatiana Troyanos, Allan Monk, Jocelyne Taillon                 | James Levine        | Deutsche Grammophon |
| 2003 | Gregory Kunde, Anna Caterina Antonacci, Susan Graham, Ludovic Tézier, Renata Pokupiċ           | John Eliot Gardiner | Opus Arte           |
| 2011 | Lance Ryan, Elisabete Matos, Daniela Barcellona, Gabriele Viviani, Zlata Bulycheva             | Valerij Gergiev     | Unitel Classics     |
| 2012 | Bryan Hymel, Anna Caterina Antonacci, Eva-Maria Westbroek, Fabio Maria Capitanucci, Hanna Hipp | Antonio Pappano     | Opus Arte           |